# Travis Winfrey
Travis Winfrey es un actor estadounidense, más conocido por interpretar a Omar Kearse en la serie de VH1 Single Ladies.

## Filmografía
| Año       | Título                                   | Papel                     | Notas                                                            |
| --------- | ---------------------------------------- | ------------------------- | ---------------------------------------------------------------- |
| 2006      | Passions                                 | Tipo Borracho #1          | Episodio #1.1744                                                 |
| 2006      | MADtv                                    | White Chick Marlon Wayans | Episodio #12.3, Episode #12.4                                    |
| 2007      | The Loop                                 | Stride                    | Episodio "Stride"                                                |
| 2007      | Hannah Montana                           | Stage Manager             | Episodio "That's What Friends Are For?"                          |
| 2007      | Dexter                                   | Reynolds                  | Episodio "The Dark Defender"                                     |
| 2007      | Path to Insanity                         | Mars/Lars                 | Cortometraje                                                     |
| 2008      | Mind of Mencia                           | Batería                   | Episodio #4.6                                                    |
| 2008      | Un chihuahua en Beverly Hills            | Deepak                    | Desacreditado                                                    |
| 2008      | Valentine                                | Ricky                     | Episodio "Pilot"                                                 |
| 2009      | The Secret Life of the American Teenager | Tipo Feo                  | Episodio "Money for Nothing, Chicks for Free"                    |
| 2009      | Play the Game                            | Entrenador de Edna        |                                                                  |
| 2010      | Miles Away                               | Miles                     | Cortometraje                                                     |
| 2011      | 100 Greatest Songs of the 00s            | Él mismo                  | Serie de TV                                                      |
| 2011-2015 | Single Ladies                            | Omar Kearse               | Principal                                                        |
| 2012      | Big Morning Buzz Live                    | Él mismo                  | Episodio "Dev Patel/Nicole Ari Parker/Dale Talde/Regina Spektor" |
| 2014      | Breuckelen                               | Patrick Underwood         | Serie de TV                                                      |
| 2014      | Unstrung                                 | Brett                     | Película para TV                                                 |
| 2014      | Daddy's Home                             | Ronald "R.C." Carr        | Película para TV                                                 |
| 2015-2016 | Pretty Little Liars                      | Lorenzo Calderon          | 10 episodios                                                     |